# Последният ядосан мъж
„Последният ядосан мъж“ (на английски: The Last Angry Man) е американски драматичен филм от 1959 година с участието на Пол Муни, адаптация на едноименен роман.

## Сюжет
Филмът разказва историите на общопрактикуващия лекар Д-р Сам Абелман (Пол Муни), яростен привърженик на професията си, който се опитва да помогне на болните, бедните и онеправданите в мизерния квартал, в който живее. Той е сприхав старец, който се е обърнал с лице към живота без компромиси. Уудроу Трашър (Дейвид Уейн) е непрекъснато създаващ проблеми телевизионен водещ, който се опитва да спаси кариерата си.

## В ролите
- Пол Муни като доктор Сам Абелман
- Дейвид Уейн като Уудроу Уилсън Трашър
- Бетси Палмър като Анна Трашър
- Лутър Адлър като доктор Макс Вогел
- Джоби Бейкър като Майрън Малкин
- Джоана Мур като Алис Тагарт
- Нанси Р. Полък като Сара Абелман
- Били Дий Уилямс като Джош Куинси
- Клаудия МакНийл като госпожа Куинси

## Награди и номинации
- Награда за най-добра мъжка роля на Пол Муни от Международния кинофестивал в Мар дел Плата, Аржентина през 1960 година.
- Второ място за най-добра мъжка роля на Пол Муни от наградите Съркъл на „Филмовите критици на Ню Йорк“ през 1959 година.
- Номинация за Оскар за най-добра мъжка роля на Пол Муни от 1960 година.
- Номинация за Оскар за най-добри декори на черно-бял филм на Карл Андерсън и Уилям Киърнън от 1960 година.
- Номинация за Златен Лоуръл от наградите Лоуръл за най-добра второстепенна мъжка роля на Лутър Адлър от 1960 година.[3]